# Bitwa pod Szamotułami
Bitwa pod Szamotułami – największa bitwa wojny Grzymalitów z Nałęczami, stoczona 15 lutego 1383 na polach Piotrkówka w okolicach Szamotuł (gniazda rodu Nałęczów).
Przyczyną bitwy był spór dwóch rodów wielkopolskich, którego przedmiotem były dwie kwestie: obsadzenie tronu polskiego po śmierci króla Ludwika Węgierskiego oraz stanowisko starosty generalnego Wielkopolski (funkcję tę sprawował wówczas Domarat z Pierzchna). Nałęczowie godzili się na objęcie tronu przez popieranego wówczas przez Grzymalitów Zygmunta Luksemburczyka, męża starszej córki Ludwika ‒ Marii, stawiali jednak trudny do przyjęcia warunek, którym było odsunięcie od wpływów  Domarata z Pierzchna, który pod koniec rządów Ludwika Węgierskiego stał się niezwykle ważną politycznie postacią (wchodził m.in. w skład czteroosobowego kolegium w imieniu króla rządzącego Polską).
Wojna Grzymalitów z Nałęczami wybuchła w 1382 roku. Domarat najechał ziemie Sędziwoja. Jak przekazał w swojej kronice Janko z Czarnkowa, złupił Wronki, jak również zniszczył „miasto Szamotuły”, przy czym chodziło tu najprawdopodobniej o pierwszą lokację tej miejscowości, czyli miasto znajdujące się niedaleko dzisiejszego Mutowa i Piotrkówka – tam też Domarat założył swój obóz. Sędziwój Świdwa (reprezentujący interesy Nałęczów) zgromadził rycerzy z południowej Wielkopolski i o świcie 15 lutego 1383 roku z 300 pocztami rycerskimi zaatakował i rozbił kompletnie zaskoczone wojska Domarata. Na tym jednak starcie nie zakończyło się. Wkrótce karta się odwróciła, gdyż na pole bitwy z okolic Obrzycka nadciągnęły siły wspierające Domarata. Tym razem rozgromione zostały wojska Nałęczów, a Sędziwój Świdwa z niewielką liczbą zbrojnych schronił się w małej warowni w Ostrorogu. Po dwóch dniach oblężenia Domarat wycofał się, jednak jego wojska nie ustawały w grabieżach ziem położonych między Poznaniem, Bukiem, Wronkami a rzeką Wartą, które trwały aż do 8 marca. 1383 roku.